# Dominique Cool
Dominique Cool (1971) is een Belgische politicus voor N-VA. Hij werd in oktober 2012 voor de N-VA verkozen in de gemeenteraad van Langemark-Poelkapelle en is sinds begin 2013 gemeenteraadslid. In oktober 2018 werd hij als gemeenteraadslid herkozen. Begin 2019 werd hij schepen en van september 2021 tot december 2024 was hij burgemeester van Langemark-Poelkapelle. 

## Biografie
Dominique Cool volgde een opleiding tot industrieel ingenieur elektro-mechanica aan de KHBO in Oostende.
Samen met Joost Ennaert heeft hij in 2011 de lokale N-VA-afdeling in Langemark-Poelkapelle opgericht. Begin 2012 sloot een aantal leden van toenmalige partij Welzijn zich bij hen aan en in april van dat jaar bereikte de N-VA ruim honderd leden. Dit was een voldoende om voor het eerst te kunnen opkomen bij de verkiezingen van oktober 2012.
In de legislatuur 2013-2018 behoorde N-VA tot de oppositie in de gemeenteraad. Cool werd door zijn partij als fractieleider uitgespeeld. De verkiezingen in 2018 werden een groot succes voor de lokale N-VA afdeling die begin 2019 meegenomen werd in een coalitie met CD&V. Dominique Cool en Peter Vantomme werden schepen in deze coalitie. Eind 2020 droeg Cool de bevoegdheid Personeel over, naar eigen zeggen door het gebrek aan medewerking.
Deze coalitie van CD&V en N-VA viel door onenigheid uit elkaar. In september 2021 werd door middel van een constructieve motie van wantrouwen een nieuwe meerderheid gevormd, van N-VA met Tope 8920 en sp.a-dynamisch, waarbij Dominique Cool van de N-VA de leiding kreeg en burgemeester werd. Bij de gemeenteraadsverkiezingen van oktober 2024 trokken Cool en zijn coalitiepartners met de gezamenlijke lijst Team Nieuw Bestuur naar de kiezer, maar die verloor de verkiezingen van CD&V, die met de lijst Respect de absolute meerderheid veroverde in de gemeenteraad en opnieuw de burgemeester mocht leveren. Cool besloot vervolgens de politiek te verlaten.